# Referéndum escocés de 1997
El referéndum escocés de 1997 fue una consulta popular que se le hizo a la ciudadanía escocesa el 11 de septiembre de 1997 sobre lo que se conoció como la «devolución» del Parlamento, esto es, la creación de una cámara legislativa propia. El resultado fue afirmativo.

## Preguntas
El referéndum escocés de 1997 era un referéndum prelegislativo que tuvo lugar sólo en Escocia. El referéndum fue establecido por el gobierno laborista de Tony Blair, que acababa de ganar las elecciones, siguiendo lo prometido en su programa electoral. Era la segunda consulta que se celebraba en Escocia sobre la cuestión de la reinstauración de un parlamento autónomo con sede en Edimburgo, después del referéndum escocés de 1979.
A los escoceses se les plantearon dos preguntas:
1. ¿Está usted de acuerdo en que exista un Parlamento escocés?
2. ¿Está usted de acuerdo en que ese parlamento tenga capacidad para variar los impuestos?

## Posicionamentos
- El Partido Laborista, el Partido Nacional Escocés, el Partido Liberal Demócrata y el Partido Verde Escocés apoyaban el doble sí.
- El Partido Conservador apoyaba el doble no.

## Resultados
El resultado fue afirmativo para las dos preguntas.

### Primera pregunta: la cámara
| Sí        | Sí (%) | No      | No (%) | Participación (%) |
| 1.775.045 | 74,3   | 614.400 | 25,7   | 60,4              |

### Segunda pregunta: los impuestos
| Sí        | Sí (%) | No      | No (%) | Participación (%) |
| 1.512.889 | 63,5   | 870.263 | 36,5   | 60,4              |

## Respuesta del Gobierno británico
Estos resultados suponían un claro apoyo a la restauración de la cámara legislativa en Escocia. Ahora bien, con estos resultados no se obtenía tampoco el respaldo que exigía la primera de las consultas, que necesitaba de un 40% del censo y de un 50% del voto emitido. Aun así, los resultados fueron mucho más amplios que en 1979. Como consecuencia de esta respuesta popular, el parlamento británico aprobó la Ley de Escocia de 1998, por la que se creaba un Parlamento escocés y un Gobierno escocés.